# Sistema de classificació de patents
El sistema de classificació de patents permet als examinadors de les oficines de patents, o altres persones, classificar (codificar) documents, com les sol·licituds de patent publicades, d'acord amb les característiques tècniques del seu contingut. Les classificacions de patents permeten buscar ràpidament documents sobre divulgacions anteriors similars o relacionades amb la invenció per a la qual se sol·licita una patent, i fer un seguiment de les tendències tecnològiques en les sol·licituds.
Les cerques basades en classificacions de patents poden identificar documents de diferents idiomes utilitzant els codis (classes) del sistema, en lloc de paraules. Els sistemes de classificació de patents es van desenvolupar originalment per a classificar documents en paper, però avui dia s'utilitzen per a buscar bases de dades de patents.
Hi ha moltes classificacions, però per posar homogeneïtat a la classificació l'octubre de 2010, l'Oficina Europea de Patents (EPO) i la USPTO es van unir i van crear codis comuns, actualment hi ha dos esquemes de classificació principals:
- La Classificació Cooperativa de Patents (CPC)
- La Classificació Internacional de Patents (IPC)

Les oficines de patents de tot el món utilitzen l'esquema IPC, té 70.000 codis diferents per diferents dominis tècnics. El CPC és una extensió de la IPC (gestionada per OMPI) que és administrat per la EPO i la USPTO.

## Esquemes de classificació de patents
- Classificació Cooperativa de Patents (CPC): EPO i USPTO van crear CPC per poder desenvolupar un sistema de classificació comú internacional compatible per documents tècnics. Té 9 seccions que al seu torn es subdivideix en classes, subclasses, grups i subgrups. Aproximadament hi ha 250.000 entrades.
- Classificació Internacional de Patents (IPC): sorgí de l’Acord d’Estrasburg l’any 1971 que establí un sistema jeràrquic de símbols dependents del llenguatge per la classificació de patents i models d’utilitat d’acord a les diferents àrees tecnològiques a les quals pertany. Cada any hi ha una nova versió. Hi ha 70.000 codis per les diferents àrees tècniques. En cada secció hi ha una subdivisió en classes, subclasses, subdivisions (grups) i subgrups. Aquesta classificació s'acorda internacionalment.[3][4]
- Classificació de patents canadenc (CaPC): es va eliminar a principis de 1990. Però es poden recuperar els documents des de 1869 fins 1995 en la base de dades canadenca.
- Classificació japonesa del terme F1/F: s’utilitza per classificar les patents japoneses i models d’utilitat des de 1922 fins a dia d’avui.
- Classificació de patents dels EUA (USPC): l’any 2013 va passar d'utilitzar el sistema USPC al sistema CPC. Aquesta es fixa per l'Oficina de Marques i Patents dels Estats Units (USPTO).
- Classificació de Locarno: es va establir l’any 1968, és una classificació internacional que s’utilitza per registres de dissenys industrials.[5]
- Classificació de Niça: es va establir l’any 1957, és una classificació internacional de productes i serveis que s’aplica a registre de marques de productes i serveis.[6]
- Classificació de Viena: es va establir l’any 1973, és una classificació d’elements figuratius de les marques.[7] És un sistema jeràrquic que procedeix del general al particular, classificant tots els elements figuratius de les marques en categories, divisions i seccions, en funció de la seva forma.[8]